# Bahnstrecke Węgliniec–Görlitz
| Streckennummer: | PLK 278 Węgliniec–Zgorzelec PLK 274 Zgorzelec–Grenze DB 6211 Grenze–Görlitz |                                                                  |                                                                  |
| Kursbuchstrecke (PKP): | 260                                                                         |                                                                  |                                                                  |
| Kursbuchstrecke: | 134 (1934) 151 (Zgorzelec (Görlitz-Moys) – Görlitz 1934)                    |                                                                  |                                                                  |
| Streckenlänge: | 26,532 km                                                                   |                                                                  |                                                                  |
| Spurweite: | 1435 mm (Normalspur)                                                        |                                                                  |                                                                  |
| Streckenklasse: | D3 (Polen) D4 (Deutschland)                                                 |                                                                  |                                                                  |
| Stromsystem: | Węgliniec–Staatsgrenze: 3 kV =                                              |                                                                  |                                                                  |
| Stromsystem: | Görlitz-Moys–Görlitz (1923–1945): 15 kV, 16,7 Hz ~                          |                                                                  |                                                                  |
| Minimaler Radius: | 300 m                                                                       |                                                                  |                                                                  |
| Streckengeschwindigkeit: | 160 km/h                                                                    |                                                                  |                                                                  |
| Zugbeeinflussung: | SHP (Polen) PZB 90 (Deutschland)                                            |                                                                  |                                                                  |
| |                                                                             |                                                                  |                                                                  |
| \| \| \| von Wrocław \| \| \| \| \| von Lubań \| \| \| \| 0,387 \| Węgliniec früher Kohlfurt \| Węgliniec früher Kohlfurt \| \| \| \| nach Żary \| \| \| \| \| nach Horka \| \| \| \| \| nach Czerwona Woda \| \| \| \| (228,27) \| Tschirnebrücke-Rothwasser \| Tschirnebrücke-Rothwasser \| \| \| (233,76) \| Langenau \| Langenau \| \| \| 13,980 \| Pieńsk früher Penzig (Oberlausitz) \| Pieńsk früher Penzig (Oberlausitz) \| \| \| (242,36) \| Zodel \| Zodel \| \| \| 16,345 \| Lasów früher Lissa (Oberlausitz) \| Lasów früher Lissa (Oberlausitz) \| \| \| \| Viadukt Lasów (ca. 200 m), Kesselbach \| \| \| \| 17,5 \| nach Charlottenhof (Strategische Bahn) \| nach Charlottenhof (Strategische Bahn) \| \| \| \| Viadukt Jędrzychowice (150 m), Hennersdorfer Wasser \| \| \| \| \| Autostrada A4 \| \| \| \| 22,421 \| Jędrzychowice früher Hennersdorf (b Görlitz) \| Jędrzychowice früher Hennersdorf (b Görlitz) \| \| \| \| Anschluss ehem. Städtisches Gaswerk Görlitz, heute ZEC Zgorzelec \| \| \| \| 24,555 \| Zgorzelec Miasto \| Zgorzelec Miasto \| \| \| 25,125 \| Abzw Zgorzelec Miasto \| Abzw Zgorzelec Miasto \| \| \| \| Verbindungsbahn nach Abzw Krysin \| \| \| \| \| Ulica Łużycka, Zgorzelec \| \| \| \| \| von Wrocław Świebodzki \| \| \| \| 26,532 201,433 \| Zgorzelec früher Görlitz-Moys \| Zgorzelec früher Görlitz-Moys \| \| \| \| \| \| \| \| 202,455 251,715 \| Neißeviadukt (475 m) Staatsgrenze Deutschland–Polen \| Neißeviadukt (475 m) Staatsgrenze Deutschland–Polen \| \| \| 202,538 251,801 \| Infrastrukturgrenze PLK / DB Netz \| Infrastrukturgrenze PLK / DB Netz \| \| \| \| Görlitz–Hagenwerder (–Zawidów) \| \| \| \| \| von (Zawidów–) Hagenwerder \| \| \| \| 252,997 \| Görlitz \| Görlitz \| \| \| \| nach Berlin Görlitzer Bf \| \| \| \| \| nach Dresden-Neustadt \| \| |                                                                             |                                                                  |                                                                  |
| Strecke |                                                                             | von Wrocław                                                      | von Wrocław                                                      |
| Abzweig geradeaus und von links |                                                                             | von Lubań                                                        | von Lubań                                                        |
| Bahnhof | 0,387                                                                       | Węgliniec früher Kohlfurt                                        | Węgliniec früher Kohlfurt                                        |
| Abzweig geradeaus und nach rechts |                                                                             | nach Żary                                                        | nach Żary                                                        |
| Abzweig geradeaus und nach rechts |                                                                             | nach Horka                                                       | nach Horka                                                       |
| Abzweig geradeaus und ehemals nach links |                                                                             | nach Czerwona Woda                                               | nach Czerwona Woda                                               |
| ehemalige Blockstelle | (228,27)                                                                    | Tschirnebrücke-Rothwasser                                        | Tschirnebrücke-Rothwasser                                        |
| ehemalige Blockstelle | (233,76)                                                                    | Langenau                                                         | Langenau                                                         |
| Bahnhof | 13,980                                                                      | Pieńsk früher Penzig (Oberlausitz)                               | Pieńsk früher Penzig (Oberlausitz)                               |
| ehemalige Blockstelle | (242,36)                                                                    | Zodel                                                            | Zodel                                                            |
| Haltepunkt / Haltestelle | 16,345                                                                      | Lasów früher Lissa (Oberlausitz)                                 | Lasów früher Lissa (Oberlausitz)                                 |
| Brücke über Wasserlauf |                                                                             | Viadukt Lasów (ca. 200 m), Kesselbach                            | Viadukt Lasów (ca. 200 m), Kesselbach                            |
| Abzweig geradeaus und ehemals nach rechts | 17,5                                                                        | nach Charlottenhof (Strategische Bahn)                           | nach Charlottenhof (Strategische Bahn)                           |
| Brücke über Wasserlauf |                                                                             | Viadukt Jędrzychowice (150 m), Hennersdorfer Wasser              | Viadukt Jędrzychowice (150 m), Hennersdorfer Wasser              |
| Brücke |                                                                             | Autostrada A4                                                    | Autostrada A4                                                    |
| Haltepunkt / Haltestelle | 22,421                                                                      | Jędrzychowice früher Hennersdorf (b Görlitz)                     | Jędrzychowice früher Hennersdorf (b Görlitz)                     |
| Abzweig geradeaus und nach rechts |                                                                             | Anschluss ehem. Städtisches Gaswerk Görlitz, heute ZEC Zgorzelec | Anschluss ehem. Städtisches Gaswerk Görlitz, heute ZEC Zgorzelec |
| Haltepunkt / Haltestelle | 24,555                                                                      | Zgorzelec Miasto                                                 | Zgorzelec Miasto                                                 |
| Blockstelle | 25,125                                                                      | Abzw Zgorzelec Miasto                                            | Abzw Zgorzelec Miasto                                            |
| Abzweig geradeaus und nach links |                                                                             | Verbindungsbahn nach Abzw Krysin                                 | Verbindungsbahn nach Abzw Krysin                                 |
| Brücke |                                                                             | Ulica Łużycka, Zgorzelec                                         | Ulica Łużycka, Zgorzelec                                         |
| Abzweig geradeaus und von links |                                                                             | von Wrocław Świebodzki                                           | von Wrocław Świebodzki                                           |
| Bahnhof | 26,532 201,433                                                              | Zgorzelec früher Görlitz-Moys                                    | Zgorzelec früher Görlitz-Moys                                    |
| Strecke |                                                                             |                                                                  |                                                                  |
| Grenze auf Brücke über Wasserlauf | 202,455 251,715                                                             | Neißeviadukt (475 m) Staatsgrenze Deutschland–Polen              | Neißeviadukt (475 m) Staatsgrenze Deutschland–Polen              |
| Wechsel des Eisenbahninfrastrukturunternehmens | 202,538 251,801                                                             | Infrastrukturgrenze PLK / DB Netz                                | Infrastrukturgrenze PLK / DB Netz                                |
| Kreuzung geradeaus oben |                                                                             | Görlitz–Hagenwerder (–Zawidów)                                   | Görlitz–Hagenwerder (–Zawidów)                                   |
| Abzweig geradeaus und von rechts |                                                                             | von (Zawidów–) Hagenwerder                                       | von (Zawidów–) Hagenwerder                                       |
| Bahnhof | 252,997                                                                     | Görlitz                                                          | Görlitz                                                          |
| Abzweig geradeaus und nach rechts |                                                                             | nach Berlin Görlitzer Bf                                         | nach Berlin Görlitzer Bf                                         |
| Strecke |                                                                             | nach Dresden-Neustadt                                            | nach Dresden-Neustadt                                            |

Die Bahnstrecke Węgliniec–Görlitz (früher Kohlfurt–Görlitz) ist eine zweigleisige Hauptbahn in Niederschlesien. Sie bildet den Anschluss der Bahnstrecke Dresden–Görlitz an die elektrifizierte Hauptbahn von Węgliniec (Kohlfurt) über Legnica (Liegnitz) weiter nach Wrocław.

## Geschichte

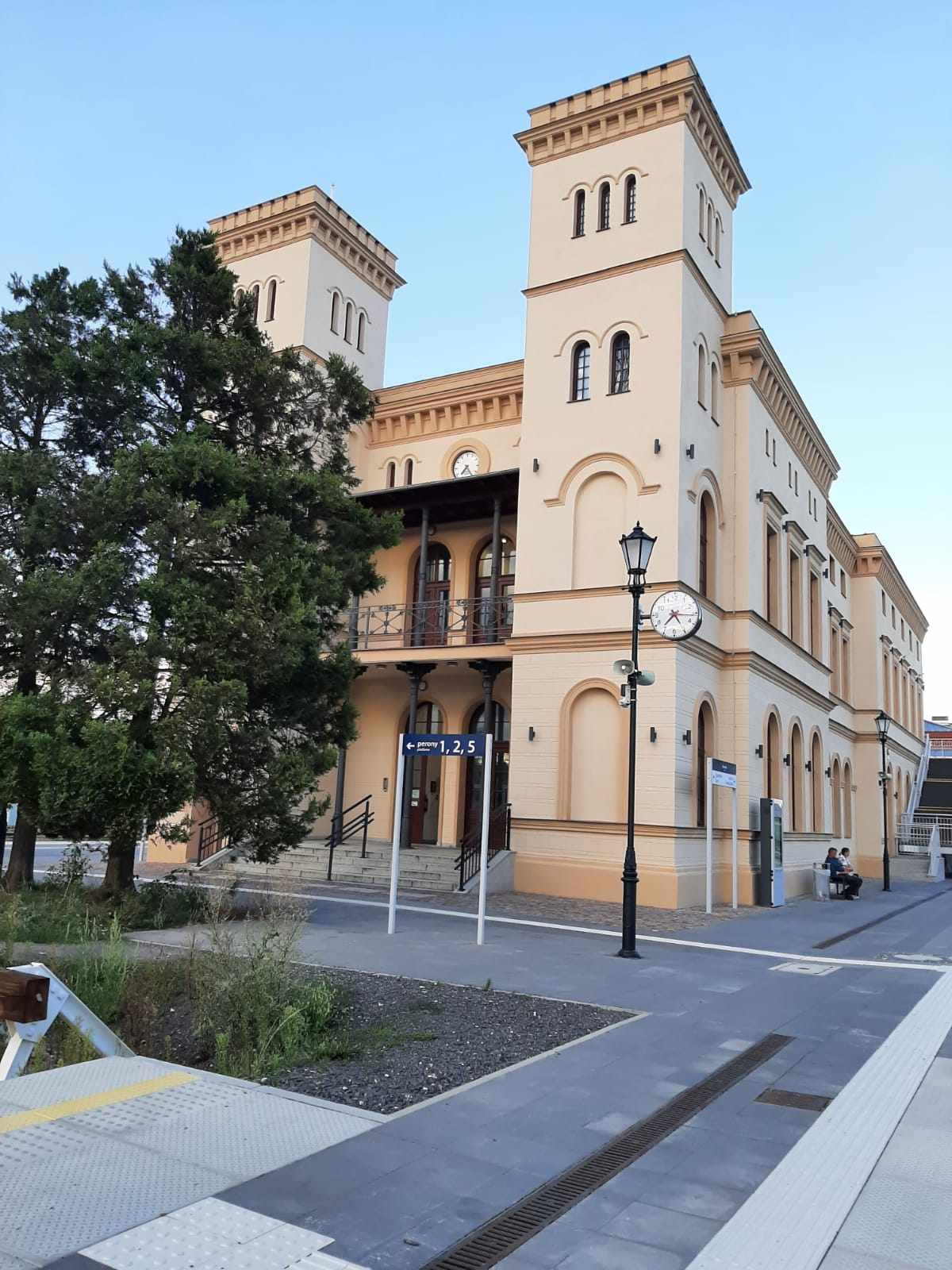
Westlicher Teil des Bahnhofsgebäudes von Węgliniec (Kohlfurt)

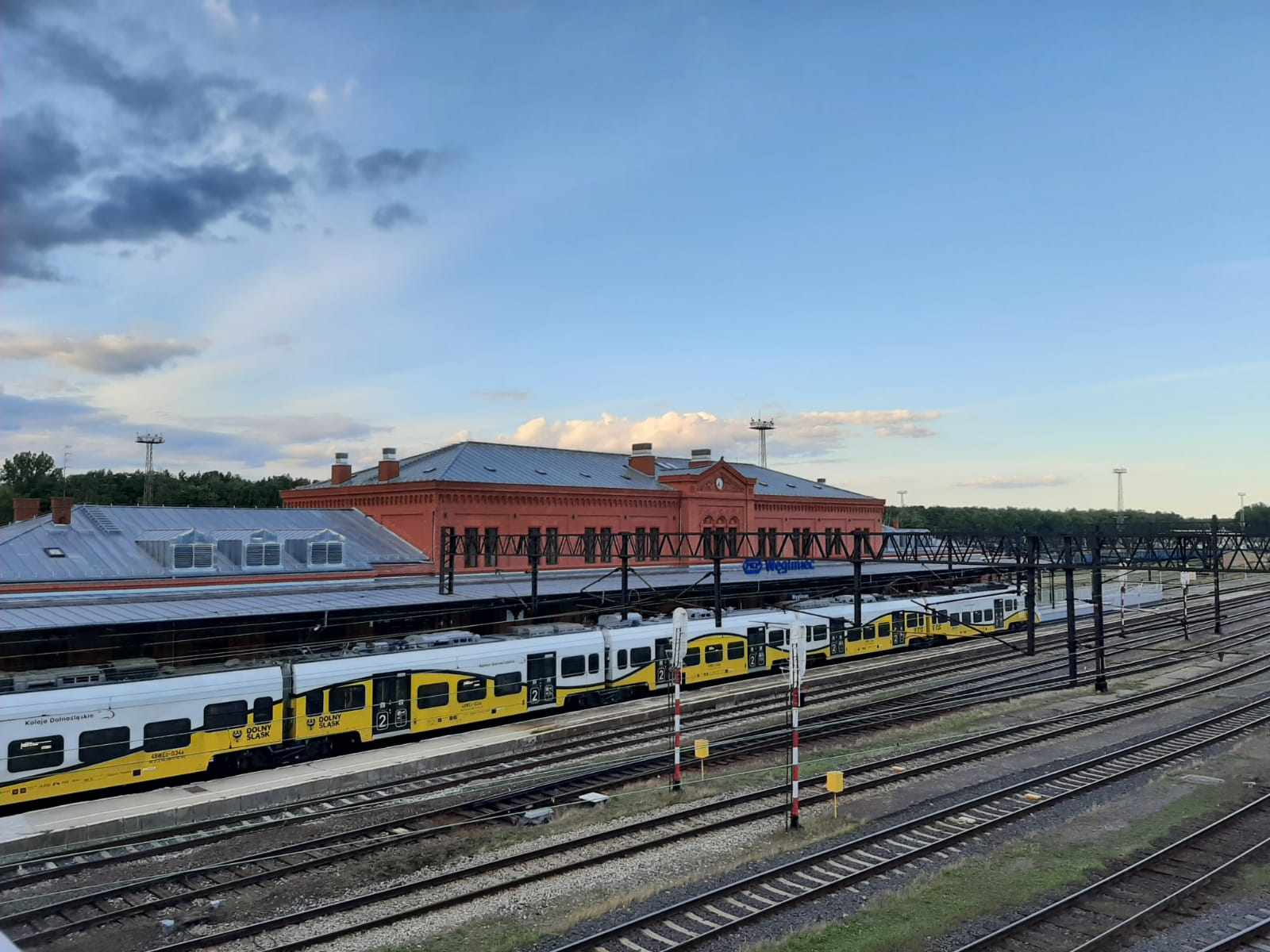
Blick über das Gleisfeld auf den östlichen Teil des Bahnhofsgebäudes von Węgliniec (Kohlfurt)

Der Bau der Bahnstrecke durch die Kiefernwälder der Görlitzer Heide ging auf einen Kompromiss zurück, der die Anbindung von Görlitz an die Hauptstrecke der Niederschlesisch-Märkischen Eisenbahn (NME) vorsah. Die Haupttrasse der NME verlief von Berlin über Frankfurt (Oder) und Liegnitz nach Breslau, umfuhr also die seit 1815 preußische Oberlausitz. Die Planungen sahen vor, die Stichstrecke nach Görlitz wiederum von einer Zweigstrecke der NME in Kohlfurt beginnen zulassen. Der Bau begann am 31. Juli 1845 mit dem Bau des Bahnhofsgebäudes in Kohlfurt. Er ähnelt in seiner Gestalt dem ehemaligen Görlitzer bzw. Gubener Bahnhof. Die zwei stirnseitigen Türme ragen an der Westseite des Bahnhofes empor, der in einer Insellage zwischen den Gleisen liegt. Mit dem Bau des Bahnknotens erlebte auch das bäuerlich geprägte Kohlfurt einen starken Bevölkerungszuwachs durch Bahnmitarbeiter.
Westlich vom Kohlfurter Bahnhof zweigt die Strecke in südwestlicher Richtung ab und erreicht nach 14 Kilometern den Bahnhof Penzig, der bis 1865 der einzige Zwischenhalt auf der Strecke war. Am 15. November 1846 erreichten die Bauarbeiten den Haltepunkt Hennersdorf, an dem ab diesem Tag sämtliche Züge endeten. Bis Hennersdorf musste nur hügeliges Gelände überwunden werden, aber in Richtung Görlitz musste ein kleiner Flusslauf überwunden, ein Durchstich geschaffen und vor dem Görlitzer Bahnhof das Neißetal überquert werden. Mit dem Bau des Neißeviadukts hatte man bereits 1844 begonnen und der Durchstich wurde durch zahlreiche Sprengarbeiten realisiert. Auch den kleinen Flusslauf bei Hennersdorf überspannte nun ein Viadukt. Am 26. August 1847 um 18 Uhr traf die erste Lokomotive der NME in Görlitz ein.
Die Strecke wurde am 1. September 1847 feierlich durch einen Eröffnungszug für den Verkehr freigegeben, dieser traf gleichzeitig mit dem Einweihungszug der Sächsisch-Schlesischen Eisenbahn aus Reichenbach/Oberlausitz ein. Die Feierlichkeiten zur Eröffnung fanden im Görlitzer Hotel Rheinischer Hof (Bahnhofstraße / Jakobstraße, heutiges Kino) statt.
Die Strecke blieb bis 1860 eingleisig und bekam erst in den folgenden Jahren ein zweites Streckengleis. Im Jahr 1860 wurde zuerst über den Viadukt das zweite Gleis verlegt. Der spätere Bahnhof Moys wurde im Rahmen des Neubaus einer Teilstrecke der Schlesischen Gebirgsbahn errichtet und nahm 1856 seinen Betrieb auf. Bald darauf wurde auch die restliche Trasse zweigleisig ausgebaut. Der Bahnhof Kohlfurt gewann in den Folgejahren immer mehr an Bedeutung, ab 1865 mündete hier eine Zweigstrecke von der Schlesischen Gebirgsbahn aus Lauban ein, 1874 folgte die Anbindung an die private Oberlausitzer Eisenbahn nach Hoyerswerda (zuerst mit separater Bahnstation und Übergangsgleis zur Staatsbahn). Seine größte Ausdehnung erreichte der Bahnhof mit Inbetriebnahme der Kleinbahn nach Rothwasser am 21. Oktober 1913. Das Dorf Kohlfurt blieb aber eine nahezu reine Eisenbahnerkolonie mitten in der Heidelandschaft.
Bis zum Ersten Weltkrieg erhielt Lissa/Oberlausitz eine Bahnstation mit Ladegleis, und auch Hennersdorf, das ja zwischenzeitlich wie schon erwähnt Endstation der Strecke war, erhielt 1. Juni 1846 wieder einen provisorischen Haltepunkt. Den Bahnhof Hennersdorf hatte man nach der Fertigstellung der Strecke abgebrochen, da man vermutete ihn nicht zu benötigen. Doch der einsetzende Freizeitverkehr signalisierte den Wunsch nach einem Haltepunkt. Die erste „Petition zur Errichtung einer massiven Personenhaltestelle“ wird auf das Jahr 1874 datiert. Nach zahlreichen Streitigkeiten über die Finanzierung dieser Haltestelle und eines Bahnanschlusses zum städtischen Holzhof, konnte zwischen Stadt und der Bahngesellschaft eine Einigung erzielt werden. Die Stadt leistete einen Bauzuschuss in Höhe von 25.000 Mark, überließ das benötigte Terrain ohne Rücksichtnahme, ob es sich um privates oder städtisches Eigentum handelt und überschrieb der Gesellschaft ein Wohnhaus für Beamte der Bahn. 1904 erwies sich mit dem Bau des Görlitzer Gaswerkes in Hennersdorf der Bahnhof als zu klein. Noch dringender wurde eine Bahnhofserweiterung mit der Errichtung eines Militärflugplatzes in Leopoldshain und dem geforderten Gleisanschluss des Flugplatzes. Zur Realisierung kam es auf Grund der zahlreichen notwendigen Erdarbeiten durch die angespannte Finanzlage jedoch erst 1933. Zur gleichen Zeit erhielten auch Penzig und Moys Überhol- und Nebengleise für den Güterverkehr.

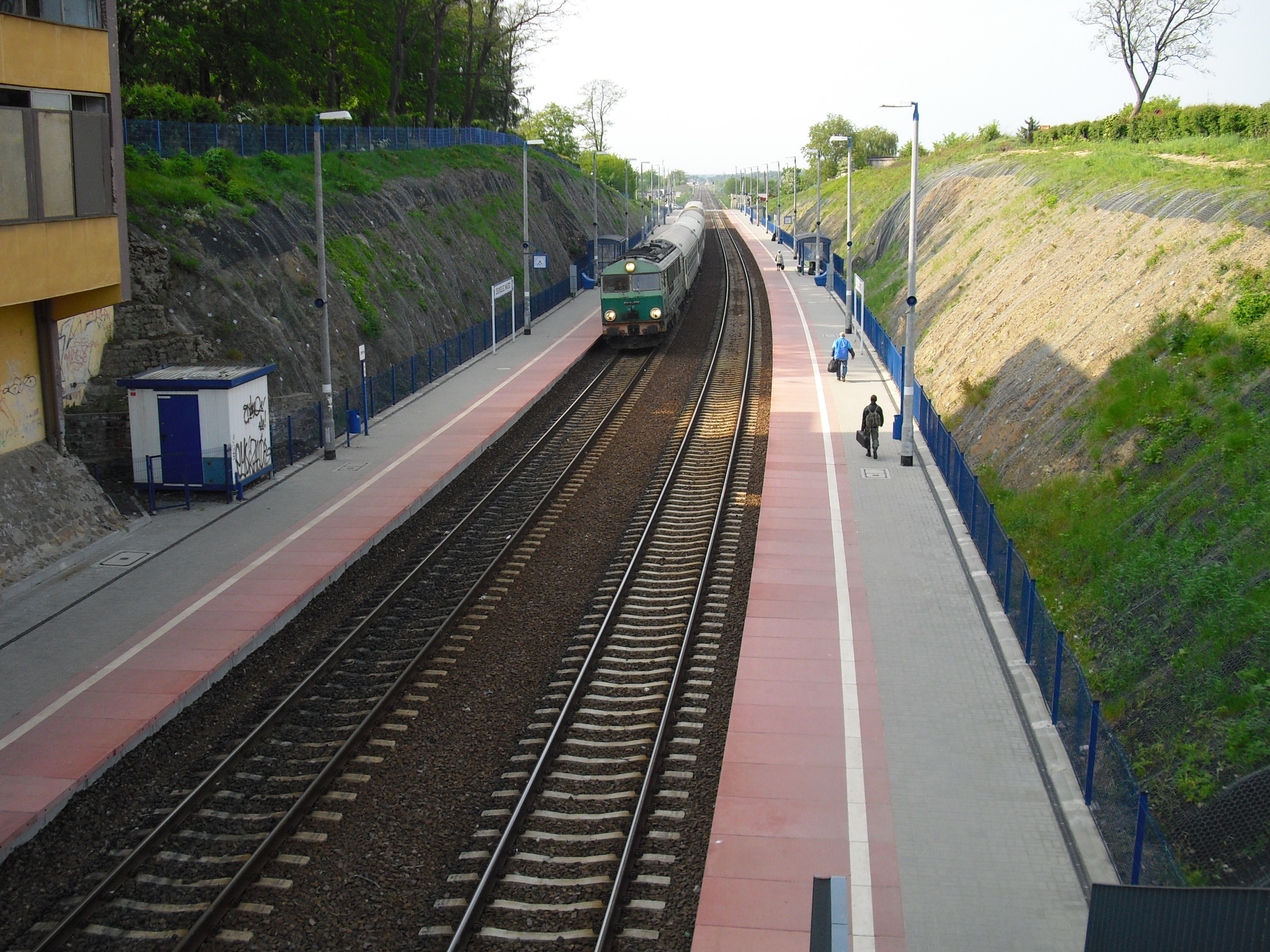
Sanierte Bahnsteige des Haltepunkt Zgorzelec Miasto mit einfahrendem Zug aus Richtung Węgliniec

Im Zuge der sukzessiven Erweiterung des elektrischen Bahnbetriebs in Schlesien wurde am 1. September 1923 zusammen mit dem in Görlitz-Moys einmündenden Abschnitt Lauban–Görlitz-Moys die Elektrifizierung der rund 2 km langen Teilstrecke von Görlitz-Moys bis Görlitz in Betrieb genommen. Zusammen mit dem Neißeviadukt in Görlitz wurden die Fahrleitungsanlagen 1945 erheblich beschädigt. Der elektrische Zugbetrieb wurde nach dem Kriegsende nicht wieder aufgenommen.
Am 7. Mai 1945 zerstörten Sprengkommandos der Wehrmacht neben dem Neißeviadukt auch den Hennersdorfer Viadukt. Drei Bögen des Neißeviadukts und fünf Bögen des Hennersdorfer Viadukts wurden zerstört. Die fehlenden fünf Bögen des Hennersdorfer Viadukts wurden schon in den folgenden Monaten unter Regie der Polnischen Staatsbahn (PKP) mit Ziegeln wieder aufgemauert. Die PKP übernahm nach dem Zweiten Weltkrieg durch den neuen Grenzverlauf den Betrieb auf der Strecke zwischen dem nun in Węgliniec umbenannten Kohlfurt und dem Ostteil von Görlitz, nun Zgorzelec. Die Statik des Hennersdorfer Viadukts war jedoch nachhaltig gestört, so dass gewaltige Schienenanker (pr.15-Profil Krupp 1833) nahezu alle Pfeiler und Gewölbe umspannen um das Bauwerk zu sichern. Durch den gesprengten Neißeviadukt wurde der Bahnhof Görlitz-Moys zur Kopfstation. Mit dem Bau einer Verbindungskurve von Kohlfurt kommend zur Strecke der Schlesischen Gebirgsbahn 1948 war eine Umgehung des Bahnhofes möglich, in dessen Folge der Bahnhof stark an Bedeutung verlor. Im gleichen Jahr entstand auch ein neuer Haltepunkt Zgorzelec Miasto an der ehemaligen Hirschberger Chaussee. Der Bau war notwendig, um Zügen über die neue Verbindungskurve in Richtung Zawidów (ehem. Seidenberg), Bogatynia (ehem. Reichenau) oder Lubań (ehem. Lauban) einen Halt in Zgorzelec zu ermöglichen. Seit dem 22. Mai 1957 ist die ehemalige Zweigbahn der NME wieder auf ihrer gesamten ehemaligen Streckenlänge zweigleisig befahrbar.
Im Jahr 1984 vereinbarten die Deutsche Demokratische Republik und die Volksrepublik Polen im Rahmen der Warschauer Vertragsorganisation den Bau der Strategischen Bahn Charlottenhof–Lasów. Sie sollte im Fall der Zerstörung der Neißebrücken eine provisorische Überquerung des Flusses ermöglichen. Die Nationale Volksarmee (NVA) verlegte auf deutscher Seite von Charlottenhof/Oberlausitz nach Ober-Neundorf und die PKP und polnische Armee vom Anschlussgleis in Jędrzychowice (ehem. Hennersdorf) über die Penziger Straße bis zum Neißeufer die Gleise.
In den Jahren 2006 und 2007 wurden die Strecke sowie deren Bahnhöfe und Haltepunkte im Rahmen des deutsch-polnischen Abkommens zur Zusammenarbeit bei der Weiterentwicklung der Eisenbahnverbindungen aus dem Jahr 2003 grundlegend modernisiert und für eine maximale Geschwindigkeit von 120 km/h ertüchtigt. Die Modernisierung der Strecke kostete umgerechnet etwa 44 Millionen Euro.
Der polnische Abschnitt soll außerdem mit ETCS Level 2 ausgerüstet werden.

## Elektrifizierung
Informationen aus dem Jahr 2014 zufolge war die Elektrifizierung des Streckenabschnittes Węgliniec–Zgorzelec bis 2017 beabsichtigt. Die Baukosten wurden auf 100 Millionen Złoty (ca. 23,8 Mio. Euro) geschätzt, die voraussichtlich zu etwa 70 Prozent von der EU gefördert werden.
Am 24. November 2017 unterschrieb der polnische Infrastrukturbetreiber PKP PLK einen Vertrag zur Elektrifizierung des 27 km langen Streckenabschnitts Węgliniec–Zgorzelec. Im Januar 2019 sollten die Baumaßnahmen abgeschlossen sein. Das Gesamtinvestitionsvolumen wird mit rund 70 Millionen Złoty (ca. 16,7 Mio. Euro) angegeben, auf die reine Elektrifizierung entfallen davon 33,1 Millionen Złoty (ca. 7,9 Mio. Euro). Die Maßnahme wird zu 85 % aus dem EU-Infrastrukturfonds „Connecting Europe Facility“ kofinanziert.
Am 15. Dezember 2019 wurde der elektrische Bahnbetrieb aufgenommen. Insgesamt wurden 920 Oberleitungsmasten, 54 Quertragwerke und zwei Unterwerke in Pieńsk und Zgorzelec errichtet. Das Unterwerk in Węgliniec wurde modernisiert.
Im Dezember 2026 soll auch der elektrische Betrieb von bis Görlitz aufgenommen werden. Die Bauarbeiten sollen im Sommer 2025 beginnen.

## Zugverkehr
Der erste Zugverkehr mit Aufnahme des Betriebes bestand aus vier Zugpaaren täglich zwischen Kohlfurt und Görlitz. Die Reisezeit in beide Richtungen betrug 52 Minuten, das ergibt eine Durchschnittsgeschwindigkeit von 28 Kilometern pro Stunde für die rund 25 Kilometer. Solange die Fahrt in Hennersdorf endete, mussten sich die Reisenden frei, per Fuhrwerk oder zu Fuß nach Görlitz begeben. Der Güterverkehr setzte erst mit der Vollendung der Strecke über die gesamte Länge ein. An Sonntagen verkehrten für den Ausflugsverkehr auch kurzzeitig Sonderzüge nach Hennersdorf, diese wurden jedoch schnell wieder eingestellt. Die NME übernahm 1851 auch die wöchentliche Beförderung zum Gefangenenaustausch zwischen den Haftanstalten in Brieg, Görlitz, Jauer, Ratibor, Sagan und Schweidnitz. 1852 und 1854 wurde der Personenverkehr auf täglich erst fünf, später sieben Zugpaare aufgestockt, die nun nur noch eine dreiviertel Stunde Fahrzeit benötigten. 1885 kam zu den sieben Personenzugpaaren auch ein Schnellzugpaar hinzu, das für die Strecke nur noch 34 Minuten Fahrzeit benötigt. Die Personenzüge benötigten bei zwei Halten nur sechs Minuten länger. Der Winterfahrplan 1904/05 wies folgende Ziele aus, die über die NME-Zweigstrecke verkehren: sieben Personenzüge nach Kohlfurt sowie jeweils zwei Durchgangszüge nach Breslau und Lissa (Posen). Die 1930er Jahre stellten den Höhepunkt in der Verkehrsleistung der Strecke dar. Auf der sich nun zur „Ost-West-Rennstrecke“ entwickelten Kursbuchstrecke 134 (Breslau–Liegnitz–Görlitz–Dresden) verkehrten nun sechs Schnellzüge, zwei Eilzüge und vierzehn Personenzüge, von denen zwei in Penzig endeten. Während der Kriegsjahre sank die Verkehrsleistung jedoch wieder ab.
Seit dem Bau der bereits genannten Verbindungskurve in Zgorzelec 1948 durch die PKP verkehrten die meisten Züge weiter nach Bogatynia (ehem. Reichenau) und Turoszów (ehem. Türchau). Mitte der 1960er Jahre verkehrten wieder zehn Zugpaare über Pieńsk nach Węgliniec, zu denen sich 20 Jahre später noch zwei weitere gesellten. Auch der grenzüberschreitende Schnellzugverkehr zwischen der Volksrepublik Polen und der DDR zog wieder an. War es 1957 nur ein Zugpaar, so waren es 1987 bereits drei Zugpaare bzw. freitags sogar fünf.
Von 2009 bis Ende Februar 2015 betrieben die Przewozy Regionalne in Kooperation mit der Deutschen Bahn drei Regionalexpress-Zugpaare zwischen Dresden Hbf und Wrocław Główny über Bautzen, Görlitz, Węgliniec und Legnica. Aufgrund begrenzte finanzieller Mittel der Woiwodschaft Niederschlesischen wurden diese Verbindungen eingestellt. Im Abschnitt Zgorzelec–Görlitz fand seitdem kein regelmäßiger Personenverkehr mehr statt.
Einem in Sachsen erschienenen Medienbericht zufolge sollten ab 21. September 2015 jedoch einige innerpolnische Züge über Zgorzelec hinaus bis Görlitz verkehren, eine entsprechende Vereinbarung sei demnach am 11. September 2015 auf einem deutsch-polnischen Bahngipfel in Potsdam getroffen worden. Polnische Medien sahen hingegen den Fahrplanwechsel im Dezember 2015 als frühestmöglichen Termin der tatsächlichen Einfahrt polnischer Züge in den Bahnhof Görlitz. Polnische Medien hatten am 15. September 2015 hingegen berichtet, dass das in Deutschland zuständige Bundesministerium für Verkehr und digitale Infrastruktur am 21. September 2015 zunächst den Entwurf einer diesbezüglichen Grenzbetriebsvereinbarung bestätigen solle. Im Falle einer Genehmigung dieser Grenzbetriebsvereinbarung sei es grundsätzlich möglich, dass ab diesem Zeitpunkt polnische Triebfahrzeuge in den Bahnhof Görlitz einfahren dürfen. Jedoch sei es den beteiligten Infrastrukturunternehmen PKP PLK und DB Netz sowie den beteiligten Verkehrsunternehmen Koleje Dolnośląskie (KD) und Länderbahn überhaupt erst auf Grundlage und unter den Bedingungen der genehmigten Grenzbetriebsvereinbarung möglich, die notwendigen Verträge (u. a. zur Trassennutzung und zum Fahrplan) abzuschließen. Zudem bedürfe es einer entsprechenden Beauftragung der Verkehrsleistung durch den ZVON und die Woiwodschaft Niederschlesien als örtlich zuständige SPNV-Aufgabenträger. Eine Sprecherin der KD wurde mit der Aussage zitiert, dass es bei günstigem Verlauf und Erfüllung aller formalen und terminlichen Anforderungen möglich sei, dass die Züge der KD ab dem Fahrplanwechsel im Dezember 2015 in den Bahnhof Görlitz einfahren können. Andernfalls plane man seitens der KD eine Verlängerung der innerpolnischen Verkehre über Zgorzelec hinaus nach Görlitz ab März 2016.
Tatsächlich wurde zum Fahrplanwechsel im Dezember 2015 der durchgehende Verkehr Dresden–Wrocław wieder aufgenommen. Zudem verkehren seit dem Fahrplanwechsel 2015 neben den bis zu drei täglichen Zugpaaren des Dresden-Wrocław-Express vier Zugpaare des polnischen Eisenbahnverkehrsunternehmens Koleje Dolnośląskie zwischen Jelenia Góra, Görlitz und Węgliniec.
Die polnische Bahngesellschaft Koleje Dolnośląskie betreibt täglich acht Zugpaare zwischen Zgorzelec und Węgliniec, eines davon verkehrt ab Węgliniec weiter über Bolesławiec und Chojnów nach Legnica. Die PKP stellten im Dezember 2009 ihre eigenen Direktverbindungen von Zgorzelec nach Breslau bzw. in die polnische Hauptstadt ein.
Seit Dezember 2019 betreibt die PKP Intercity wieder eine direkte Zugverbindung in die polnische Hauptstadt Warschau über Breslau.